# Palais Rothschild (Prinz-Eugen-Straße)

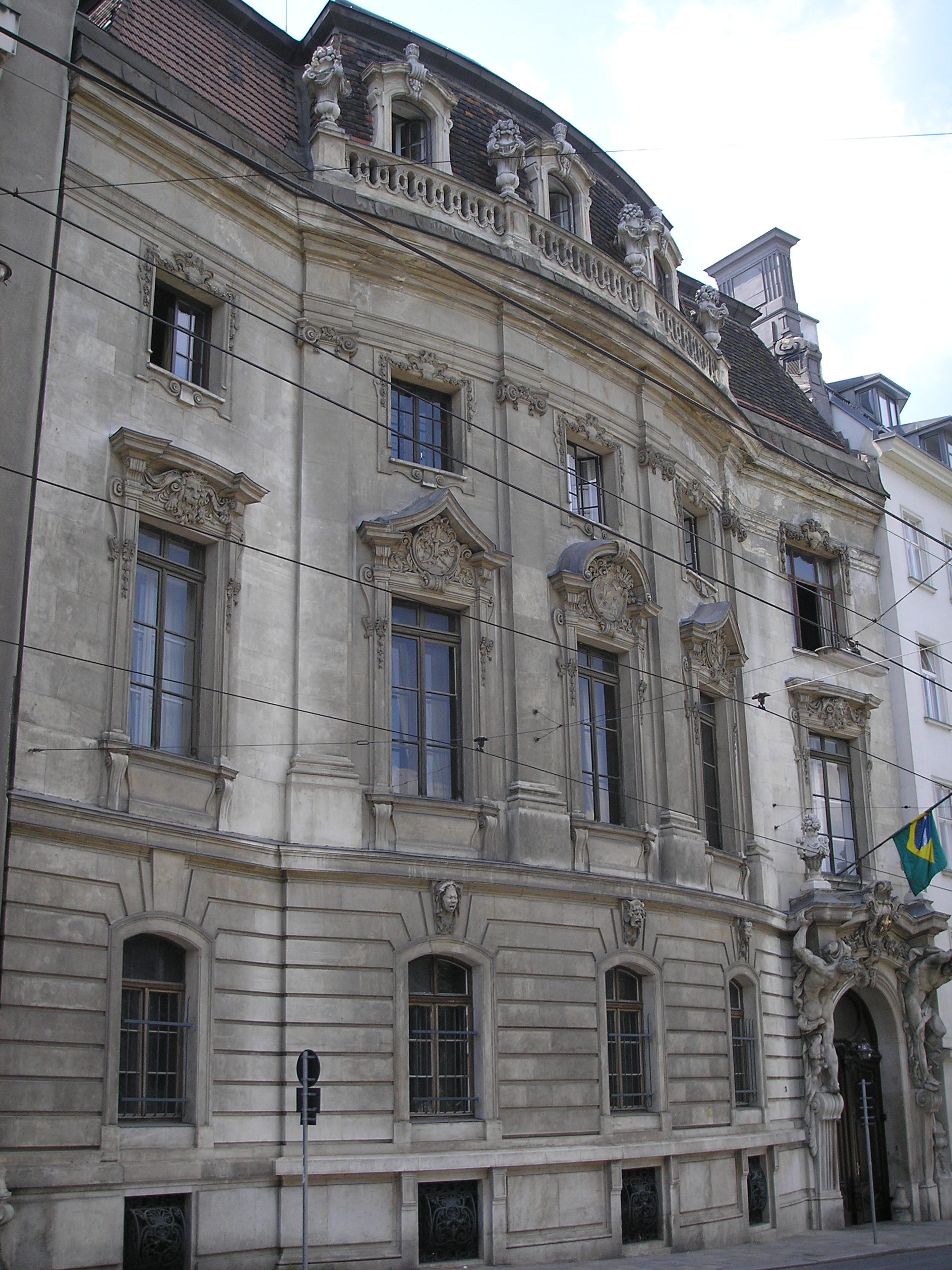
Palais Rothschild an der Prinz-Eugen-Straße 26, heute Dépendance der brasilianischen Botschaft

Das Palais Rothschild (teilweise irreführend auch: Palais Albert Rothschild) ist ein 1894 erbautes Palais in Wien. Es befindet sich in der Prinz-Eugen-Straße 26 im 4. Wiener Gemeindebezirk Wieden.
Die Architekten waren das Büro Fellner & Helmer, die auch andere Wiener Palais errichteten. Das „kleine“ Palais Rothschild ist nicht zu verwechseln mit dem „großen“ Palais Albert Rothschild, das nach dem Krieg abgerissen wurde.
Dieses Gebäude wurde ab 1960 vom brasilianischen Außenministerium als Residenz des Botschafters und Kulturzentrum angemietet. 1987 erwarb es der brasilianische Staat von den Erben der Familie Rothschild.